# پیتر گارلند (بازیکن فوتبال)
پیتر گارلند (انگلیسی: Peter Garland؛ زادهٔ ۲۰ ژانویهٔ ۱۹۷۱) بازیکن فوتبال اهل بریتانیا است.
از باشگاه‌هایی که در آن بازی کرده‌است می‌توان به باشگاه فوتبال چارلتون اتلتیک، باشگاه فوتبال تاتنهام هاتسپر، باشگاه فوتبال نیوکاسل یونایتد، باشگاه فوتبال وایکام واندررز، و باشگاه فوتبال لیتون اورینت اشاره کرد.